# Zygogynum bailloni
Zygogynum bailloni är en tvåhjärtbladig växtart som beskrevs av Van Tiegh. Zygogynum bailloni ingår i släktet Zygogynum och familjen Winteraceae. Inga underarter finns listade.